# PLM 1 bis 30
Die PLM 1 bis 30 waren Crampton-Lokomotiven der französischen Compagnie des chemins de fer de Paris à Lyon et à la Méditerranée (PLM) für den Schnellzugdienst. Zwölf Lokomotiven aus der Serie wurden an die Chemins de fer de l’Est (EST) verkauft.

## Geschichte
Die Lokomotiven wurden in zwei Serien beschafft. Die Nummern 1 bis 18 wurden 1854, die Nummern 19 bis 30 1857 von J. F. Cail & Cie gebaut. Im Gegensatz zu den Lokomotiven, die von Cail an die Compagnie des chemins de fer du Nord (NORD) und an die EST geliefert wurden, hatten die Lokomotiven der PLM bereits bei Auslieferung einen Dampfdom, der unmittelbar hinter dem Kamin angeordnet war. Einzig die Nr. 8 hatte keinen Dampfdom, sie wurde später zur Nr. 609 bei der Est. Die PLM verkaufte 1869 zwölf Lokomotiven der Serie an die EST, die restlichen Lokomotiven wurden ab 1873 ebenfalls verkauft oder verschrottet.

Bei der EST erhielten die Lokomotiven die Nummern 601 bis 612. Die Zentralwerkstätte in Épernay versahen die Lokomotiven mit neuen größeren Schlepptender, die im Gegensatz zu denjenigen der Serie Est 79 bis 90 und 174 bis 188 Rahmenwangen aus einem Stück hatten.

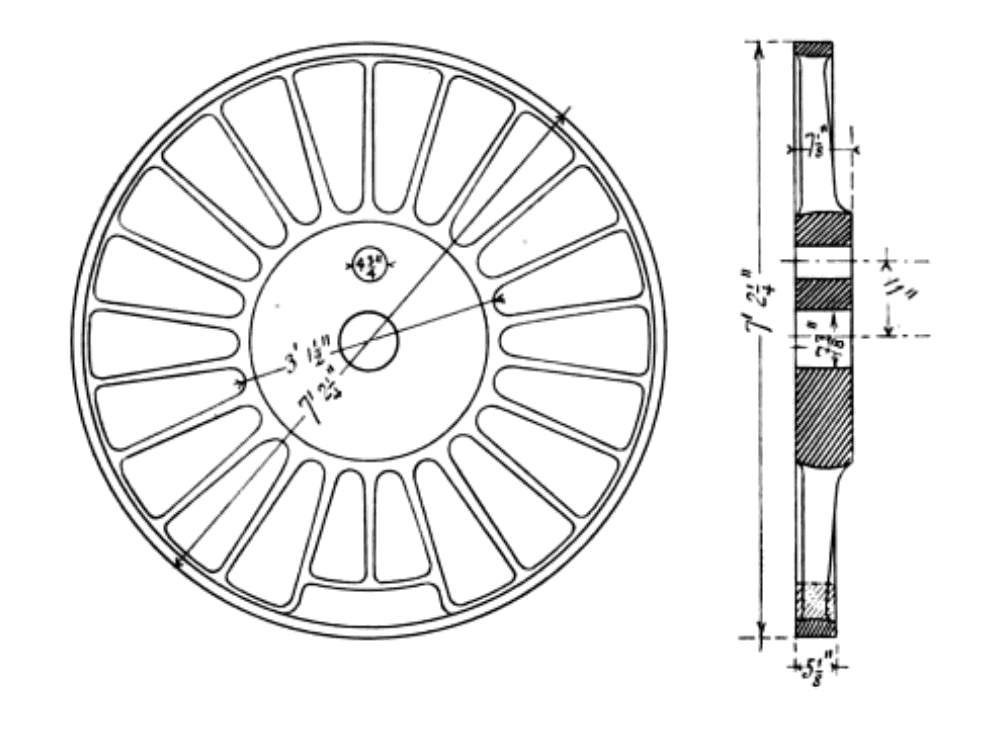
Treibrad mit Zusatzmasse um die Radnabe

Wie die anderen Crampton-Lokomotiven der EST hatten auch diese ehemaligen PLM-Lokomotiven nur eine geringe Zugkraft, da zu wenig Gewicht auf der Treibachse lag. Deshalb ließ die EST ab 1876 wie bei der Baureihe Est 79 bis 90 und 174 bis 188 die Lokomotiven mit Treibradsätzen ausrüsten, bei denen zusätzliches Gewicht an den Radsternen um die Nabe angeordnet wurde. Zusammen mit den neuen Kesseln, der nachgerüsteten Sandstreueinrichtung und der 1882 eingebauten Westinghouse-Druckluftbremse konnte so die Reibungsmasse auf 13 t erhöht werden. Ab Im selben Jahr erhielten die Lokomotiven auch neue Schornsteine, die denen der bereits vorhandenen Crampton-Lokomotiven glichen.
1890 erhielt die Lokomotive Nr. 604 einen Flaman-Kessel.

## Technik
Die Lokomotiven waren in Doppelrahmenbauweise ausgeführt. Die Zylinder befanden sich zwischen den Rahmenwangen zwischen den beiden Laufachsen, wobei die mittlere Achse einen etwas kleineren Durchmesser als die vordere Achse hatte. Die Treibachse war die hintere Achse. Sie wurde bei der EST mit Radsternen ausgerüstet, die um die Nabe herum zusätzliche Masse aufwiesen. Die Laufachsen waren im äußeren, die Treibachse im inneren Rahmen gelagert. Die Hinterkante des Stehkessels befand sich vor der Radsatzwelle der Treibachse. Der Schornstein war mit einem Schornsteindeckel versehen, der vom Umlauf aus betätigt werden konnte.
Der Regulator befand sich in einem Regulatorkasten, der ursprünglich direkt über den Zylindern angeordnet war, bei den neuen Kesseln aber zwischen Dampfdom und Sanddom nach hinten versetzt wurde. Die Zuleitungen zu den Zylindern waren außen am Langkessel angebracht. Vor dem Treibradsatz befand sich der Sanddom mit den Sandrohren, die vor den Treibradsatz führten.

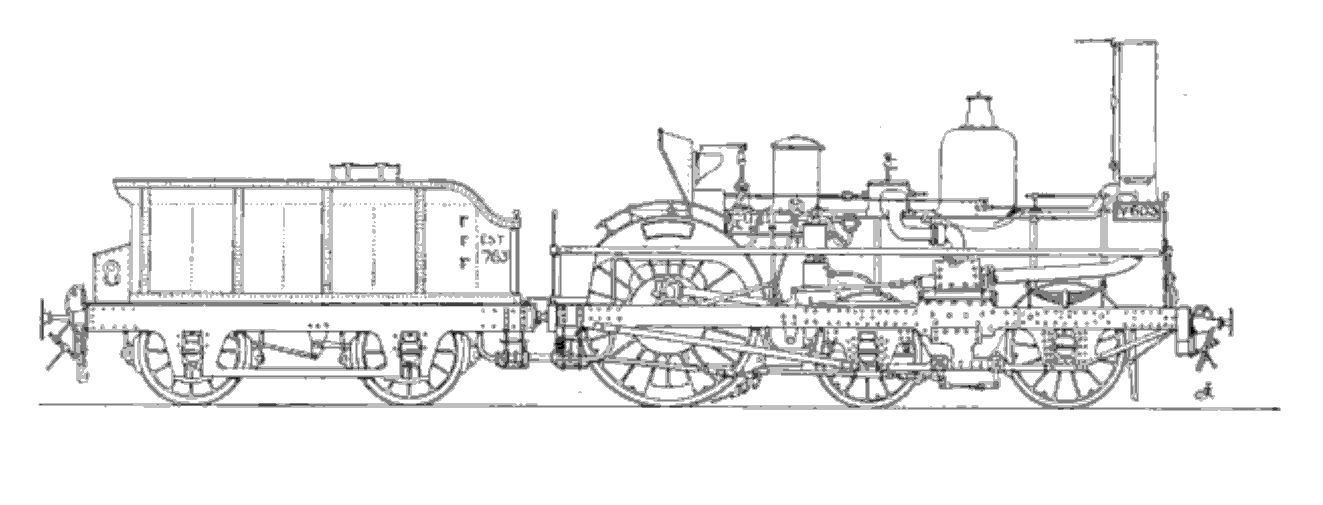
EST 603 mit EST-Tender und EST-Schornstein nach 1882